# 2009 en Égypte
Chronologie de l'Égypte
- 2005
- 2006
- 2007
- 2008
- 2009
- 2010
- 2011
- 2012
- 2013

Cet article présente les faits importants qui se sont produits en Égypte en 2009.

## Chronologie

### Janvier 2009
- Vendredi 9 janvier 2009 : Plus de cinquante mille personnes ont manifesté à Alexandrie après la prière du vendredi contre l'offensive israélienne dans la bande de Gaza. Les Frères musulmans avaient appelé la veille les autorités égyptiennes à permettre à « la colère populaire » de s'exprimer, notamment sous la forme de manifestations, alors que depuis le début de l'offensive israélienne, la police a empêché la tenue de plusieurs rassemblements et arrêtant des centaines de membres de la confrérie islamiste pour avoir manifesté contre la guerre à Gaza.

- Dimanche 11 janvier 2009 : Deux policiers égyptiens ont été blessés, non loin de la frontière avec la bande de Gaza, par des éclats de missile lors de frappes aériennes israéliennes.

- Samedi 17 janvier 2009 : Le président Hosni Moubarak déclare que l'Égypte travaille à sécuriser sa frontière avec la bande de Gaza et « n'acceptera jamais » de présence étrangère sur son territoire.

### Février 2009
- Mercredi 4 février 2009 :
  - Le groupe français d'ingénierie et de services pétroliers Technip remporte auprès de la raffinerie égyptienne Middle East Oil Refinery un contrat d'ingénierie et de fourniture d'équipements et de matériaux, d'environ 43 millions d'euros pour l'extension d'une unité de transformation de brut.
  - Selon la télévision allemande ZDF, Aribert Heim, dit « Le médecin de la mort », né en Autriche et détenteur de la nationalité allemande, l'un des  criminels nazis les plus recherchés au monde, disparu depuis un demi-siècle, serait mort d'un cancer en 1992, en Égypte, où il s'était converti à l'islam et y vivait sous une fausse identité. ZDF indique avoir eu copie de l'acte de décès. Heim, qui a longtemps été en deuxième position sur la liste des criminels nazis les plus recherchés au monde, après Alois Brunner, est considéré comme l'un des criminels de guerre nazis les plus sadiques. Il est soupçonné d'avoir assassiné et torturé des centaines de détenus du camp de concentration de Mauthausen en leur injectant du poison dans le cœur ou en effectuant des éviscérations sans anesthésie.

- Jeudi 5 février 2009 :
  - Les services de sécurité égyptiens ont arrêté, à la frontière de Rafah, avec la bande de Gaza, un membre du Hamas en possession de plus de 10 millions de dollars. Il  s'agit de Aymane Taha, un des négociateurs du mouvement islamiste qui retournait dans l'enclave palestinienne après des entretiens sur la trêve dans la bande de Gaza avec le chef des services secrets égyptiens, Omar Souleimane.
  - L'Égypte a refermé ce matin le point de passage de Rafah avec la bande de Gaza après l'avoir ouvert pour l'acheminement des blessés et de l'aide humanitaire durant l'offensive israélienne dans ce territoire. du 27 décembre au 18 janvier. Désormais, aucune délégation humanitaire, médicale et aucun média ne seront autorisés à entrer, de même que toute livraison d'aide médicale.

- Dimanche 8 février 2009 : Un bébé de 18 mois de la province de Minya (centre) a contracté le virus hautement pathogène H5N1 de la grippe aviaire et a été hospitalisé. Il  s'agit du 55e cas en Égypte depuis 2006 dont 23 se sont révélés mortels.

- Lundi 9 février 2009 :  Des archéologues égyptiens ont découvert 30 momies dans une tombe pharaonique ancienne de 4 300 ans, à Saqqara, près du Caire. Ces momies, dont certaines reposaient dans six sarcophages en bois et pierre, ont été trouvées sur le site de Gisr al-Moudir, à l'ouest de la pyramide à degrés du roi Djoser, la première de l'époque pharaonique. La plupart des momies reposaient dans cinq niches creusées dans cette salle de sépulture, faites de briques non cuites, et portant le nom d'un prêtre. Parmi les six sarcophages deux n'ont pas encore été ouverts.

- Mercredi 11 février 2009 :
  - La police a saisi au cours des deux derniers jours 30 camions chargés de marchandises destinées à la contrebande vers la bande de Gaza et arrête leur conducteur. Les camions ont été saisis alors qu'ils se dirigeaient vers le terminal frontalier de Rafah pour faire entrer des aliments, des biens de consommation et de l'électroménager dans la bande de Gaza.  Seule l'aide humanitaire vitale est autorisée à entrer dans le territoire. Israël accuse le Hamas de faire entrer des armes par des tunnels creusés sous la frontière égyptienne servant à introduire des marchandises dans la bande de Gaza et maintenir à flot l'économie locale.
  - Parmi les 30 sarcophages découverts lundi dans la nécropole de Saqqara, les archéologues ont mis au jour la « plus belle » momie découverte dans un sarcophage en pierre[1].

- Vendredi 20 février 2009 : Un avion cargo ukrainien, Antov 12, en provenance de Tanzanie, s'écrase à son décollage de l'aéroport de Louxor où il venait de se ravitailler en carburant. Les cinq membres d'équipage sont morts dans l'incendie de l'appareil.

- Dimanche 22 février 2009 : Un attentat à l'explosif sous un banc de la place Al-Hussein, près d'un café à Khan el-Khalili, un quartier touristique du Caire, cause la mort d'une  touriste française de 17 ans et en blesse 24 autres. Un autre engin a été découvert, mais il n'a pas explosé. La police  a arrêté trois hommes suspectés d'être impliqués dans l'attentat.

### Mars 2009
- Lundi 2 mars 2009 :
  - Ouverture à Charm el-Cheikh de la conférence de la communauté internationale pour financer la reconstruction de la bande de Gaza et épauler l'économie palestinienne.
  - La police découvre  450 kilos de TNT — un puissant explosif — dans des sacs près de la frontière avec la Bande de Gaza, trouvés dans deux caches enterrées à proximité du village de Cheikh Zouwayed, à l'ouest du point de passage frontalier de Rafah entre l'Égypte et le territoire palestinien. Au cours des 2 derniers jours, la police a découvert dix tunnels au nord du point de passage de Rafah.

- Mercredi 4 mars 2009 : 57e cas de grippe aviaire H5N1 chez un enfant de deux ans et huit mois à Alaameria (province d'Alexandrie.

- Jeudi 5 mars 2009 : Le chef du service des antiquités égyptiennes, Zahi Hawass, annonce la découvertes par des  archéologues égyptiens et européens de  deux imposantes statues en bon état du pharaon Amenhotep III dans un temple funéraire de Louxor. Ce pharaon  régna il y a environ 3 400 ans et fut le père d'Akhénaton, qui tenta d'imposer le monothéisme en Égypte. Une des statues, qui mesure plus d'un mètre, présente le pharaon sous les traits d'un sphinx tandis que l'autre le montre sur son trône dans son costume d'apparat.

- Dimanche 8 mars 2009 : Le naufrage d'un cargo de commerce au large du port égyptien de Safaga (mer Rouge) cause la mort de 3 marins, la disparition de 10 autres et en blesse 13 autres. Ce cargo de 5 600 tonnes, le « Ibn al-Battuta », a sombré à 35 milles du port d'Abou Dhounaima.

- Mardi 10 mars 2009 : Le Centre de Doha pour la liberté d'information dirigé par Robert Ménard dénonce l'État égyptien comme « ennemi d'internet » qui enferme ses blogueurs dissidents : « La volonté du pouvoir de contrôler ce qui s'écrit [en Egypte] le pousse à prendre des mesures violant chaque jour un peu plus la liberté d'expression des blogueurs ».

- Mercredi 11 mars 2009 : Un tribunal du Caire condamne  à sept ans de prison le propriétaire du ferry Al-Salam 98 dont le naufrage en 2006 avait fait un millier de morts.

- Samedi 21 mars 2009 : L'Égypte a engagé une nouvelle procédure pour récupérer auprès des autorités américaines un sarcophage de la 21e dynastie (1081-931 av. J.-C.) qui avait été illégalement sorti du pays en 1884. La sarcophage a été saisi le mois dernier à Miami, suit à son rachat en Espagne par un Américain. Le sarcophage, en bois, est orné de textes religieux et d'images devant aider le défunt — un homme nommé Emus — dans son voyage après la mort. Les autorités égyptiennes ont récupéré ces six dernières années plus de 5 500 objets qui avaient été clandestinement sortis d'Égypte.

- Mercredi 25 mars 2009 : Le président soudanais Omar el-Béchir, sous le coup d'un mandat d'arrêt de la Cour pénale internationale (CPI), est arrivé au Caire pour y rencontrer le président Hosni Moubarak. Comme la plupart des pays arabes, à l'exception de la Jordanie et des Comores, l'Égypte n'est pas signataire du traité de Rome instituant la Cour pénale internationale. Le Caire, estimant que ce mandat d'arrêt risquait d'avoir « des conséquences dangereuses sur la situation au Darfour et au Soudan en général » a demandé à la CPI de surseoir à l'inculpation du président soudanais, se déclarant « très troublé » par sa décision de délivrer un mandat d'arrêt à son encontre[2].

- Vendredi 27 mars 2009 : le blogueur pro-palestinien de 22 ans, arrêté début février pour avoir critiqué la politique du gouvernement, particulièrement pendant la guerre de Gaza, est libéré de prison après sept semaines de détention. Le blogueur a été « menacé et frappé  » durant sa détention.

- Mardi 31 mars 2009 : six tunnels utilisés pour la contrebande de carburant et d'aliments ont été détruits par les forces de sécurité égyptiennes. Des tuyaux, des pompes, des produits alimentaires, des vêtements, des jouets, des friandises et des pièces détachées automobiles se trouvaient dans les tunnels. Par ailleurs, des pick-ups transportant du bétail et des générateurs électriques, en route vers la zone frontalière, ont été saisis dans le Sinaï. Le chef des services israéliens de sécurité intérieure, Yuval Diskin, s'est félicité dimanche de « l'amélioration graduelle » des activités de l'Égypte dans la lutte contre le trafic d'armes vers Gaza.

### Avril 2009
- Lundi 6 avril 2009 : Les forces de l'ordre ont reçu comme mission de se déployer en force, au Caire, à Mahalla dans le delta du Nil et dans tout le pays, pour empêcher toute manifestation à l'occasion d'une « journée de colère » lancée par de jeunes militants contre le régime de Hosni Moubarak, procédant à des arrestations et limitant les rassemblements. Le « Mouvement du 6 avril » a appelé les Égyptiens à se vêtir de noir et à manifester. 32 personnes ont été interpellées en une semaine pour leur soutien à l'appel, dont un jeune blogueur dimanche. 12 Frères musulmans ont été arrêtés à travers le pays. Une centaine de parlementaires de l'opposition, principalement des Frères musulmans, ont quitté l'Assemblée dès que le Premier ministre Ahmed Nazif a pris la parole, mais aucun mouvement de protestation massif n'a été signalé dans le pays. L'opposant Ayman Nour, libéré en février après plus de trois ans de détention, a exigé l'élaboration d'une nouvelle Constitution démocratique, la fin de l'état d'urgence et l'autorisation de former des partis politiques sans restrictions et une revalorisation du salaire mensuel minimum de 167 livres égyptiennes à 1200 livres (29 à 213 dollars), annonçant une grève générale d'ici un an.

- Mardi 7 avril 2009 : L'OPA volontaire de France Telecom sur le premier opérateur de téléphonie mobile d'Égypte est rejetée par l'autorité de marché estimant qu'« elle est en contradiction de l'égalité et la parité des actionnaires ».

- Mercredi 8 avril 2009 : Le procureur général, Abdel Meguid Mahmoud, annonce l'arrestation de 49 personnes liées au Hezbollah chiite libanais et soupçonnées de planifier des attaques en Égypte. Le chef du Hezbollah Hassan Nasrallah a reconnu par la suite que le leader des personnes arrêtées était bien membre de son mouvement et qu'il s'y trouvait en « mission logistique » afin de faire parvenir du matériel militaire dans la bande de Gaza par les tunnels sous la frontière.

- Samedi 11 avril 2009 :
  - Une collision frontale entre un minibus et un camion sur l'autoroute près de Zaqaziq cause la mort de 11 personnes et en blesse 7 autres dont 2 dans un état grave.
  - Un contrôle de la police dans le nord du Sinaï tourne à l'affrontement avec un groupe de bédouins qui transportaient par camion des munitions destinées à la bande de Gaza. Un des bédouin a été tué et trois autres ont été arrêtés.

- Dimanche 12 avril 2009 :
  - Le chef du Hezbollah, Sayyed Hassan Nasrallah, annonce qu'une dizaine de militants du Hezbollah en Égypte s'efforçaient d'acheminer de l'équipement militaire vers la bande de Gaza, contrôlée par le Hamas palestinien, mais a nié l'existence de projets d'attaques en territoire égyptien.
  - Une nécropole de 53 tombes creusées dans la roche et contenant des dizaines de momies peintes en turquoise, ocre et doré remontant pour certaines à 4 000 ans, a annoncé Zahi Hawass le patron des antiquités égyptiennes. La mission a trouvé des dizaines de momies dans 53 tombes creusées dans la roche, a été découverte près de la pyramide d'Ilahoun, dans le Fayyoum, au sud du Caire. « Quatre des momies remontent à la 22e dynastie (931 à 725 av. J.-C.) et sont considérées comme certaines des plus belles momies jamais découvertes », d'autres datent du Moyen-Empire (2061-1786 av. J.-C.). Les momies, recouvertes de lin, sont bien conservées. Une chapelle funéraire a également été découverte. Elle a probablement continué à servir jusqu'à l'époque romaine (30 av. J.-C. à 337). Les archéologues ont également trouvé 15 masques peints, ainsi que des amulettes et des poteries.

- Lundi 13 avril 2009 :
  - Un garde-frontière égyptien est tué d'une balle dans la nuque alors qu'il patrouillait le long de la frontière avec Israël, un secteur très poreux où la population locale des bédouins est très active dans le trafic d'êtres humains, de la drogue et de la contrebande d'armes.
  - Les forces de sécurité ont été placées en état d'alerte dans la péninsule du Sinaï, où la police est sur la trace de 13 activistes accusés de préparer des attentats en Égypte. Ces hommes seraient des Libanais et des Soudanais membres d'un groupe recherché par les autorités pour ses liens avec le Hezbollah.

- Samedi 18 avril 2009 :
  - La frontière entre la Bande de Gaza et l'Égypte a été ouverte pour permettre aux malades nécessitant un traitement médical de quitter le territoire habituellement bouclé.
  - Les autorités égyptiennes annoncent la découverte de cinq tunnels utilisés pour la contrebande au nord de la localité frontalière de Rafah.

- Mercredi 29 avril 2009  : Le ministre de la Santé, Hatem el-Gabali, décide l'abattage « immédiat » de tout son cheptel de porcs pour éviter l'apparition de la grippe porcine sur son territoire, devenant le premier pays au monde à prendre une telle mesure, alors qu'aucun cas animal ou humain de grippe porcine n'a pour l'instant été  rapporté. Les autorités sanitaires ont également décidé de  lancer une campagne de sensibilisation sur le virus et d'augmenter la  production de masques chirurgicaux et de Tamiflu. Selon le directeur général de  l'Organisation mondiale de la santé animale, Bernard Vallat, les élevages de porcs ne sont pas, jusqu'à preuve du contraire, responsables de l'épidémie de grippe.

### Mai 2009
- Samedi 2 mai 2009 : Le gouverneur du Caire, Abdel Halim Wazir, annonce le début de l'abattage massif de quelque 60 000 porcs élevés par des ramasseurs d'ordure en majorité chrétiens des bidonvilles de la capitale. Cette mesure radicale mais controversée prise après le déclenchement de l'alerte sur la grippe H1N1 dans 17 autres pays concerne à terme les 250 à 300 000 porcs égyptiens. Les autorités expliquent qu'il s'agit d'une mesure d'hygiène plutôt qu'une précaution contre la grippe porcine dans le but d'assainir les élevages insalubres gérés par des membres de la minorité chrétienne copte. Pour d'autres, il s'agit pour l'Égypte à majorité musulmane de se débarrasser de cet animal honni. Selon le ministère de l'Agriculture, l'opération prendra de trois semaines à un mois.

- Dimanche 3 mai 2009 : Violents affrontements au Caire, à Manshiyet Nasr, entre propriétaires de porcs et les policiers venus prendre leurs animaux pour les faire abattre. 12 personnes sont blessées dans les affrontements pour empêcher les policiers de mener à bien les mesures d'abattage des porcs décidées comme mesure de précaution contre la grippe H1N1. La police a riposté par des tirs de sommation et de gaz lacrymogènes. Dans les bidonvilles su Caire, les porcs sont utilisés dans le cadre du recyclage des ordures ménagères. Cette mesure frappe tout particulièrement la minorité chrétienne l'islam interdisant pour sa part la consommation de porc.

- Jeudi 7 mai 2009 : Le ministre des Affaires étrangères, Ahmed Aboul Gheit, qualifie d'« erronées et anciennes » des informations faisant état d'une enquête de l'Agence internationale de l'énergie atomique sur des traces d'uranium enrichi découvertes dans une installation égyptienne de recherche nucléaire[3].

- Samedi 9 mai 2009 : 13 touristes polonais sont légèrement blessés dans un accident de la route à la sortie de l'aéroport de Charm el-Cheikh.

- Jeudi 14 mai 2009 :  La police procède à l'arrestation de 8 membres des Frères musulmans, le principal mouvement d'opposition à leur domicile au Caire, à Guizeh et à Alexandrie. Ils sont accusés « d'avoir projeté de relancer les activités » de la confrérie, officiellement interdite depuis 1954 mais relativement tolérée. Les Frères musulmans, annoncent 12 arrestations, accusant le gouvernement de chercher « à les empêcher d'avoir un rôle dans la vie politique égyptienne »[4].

- Lundi 18 mai 2009 :
  - Le tribunal de Damanhour, dans le delta du Nil, condamne à mort 24 Égyptiens pour avoir tué 11 personnes l'an dernier, lors d'une bataille à l'arme automatique entre deux clans qui se disputaient un terrain. 9 d'entre elles sont en fuite.
  - Nouveau cas mortel de grippe aviaire dans le delta du Nil, entraînant la mort d'une enfant de 4 ans. Une grande partie de la population pauvre a conservé l'habitude ancestrale d'élever des volailles sur le toit des maisons.

- Jeudi 21 mai 2009 : Un tribunal du Caire condamne à la peine capitale un puissant homme d'affaires et député, et son complice pour l'assassinat de la chanteuse libanaise Suzanne Tamim (30 ans), retrouvée morte dans son appartement de Dubaï en juillet 2008, le corps transpercé de coups de couteau et la gorge tranchée. Hisham Talaat Moustafa est un influent promoteur immobilier proche de Gamal Moubarak, fils du président Hosni Moubarak. Il est accusé d'avoir payé à un ancien policier la somme de deux millions de dollars (1,45 million d'euros) pour tuer la chanteuse[5].

- Samedi 23 mai 2009 : Le ministère de l'Intérieur annonce l'arrestation de 7 membres d'une cellule affiliée à Al-Qaïda responsable de l'attentat commis sur la place de la mosquée Al-Hussein qui a tué une adolescente française le 22 février près du bazar du Caire.

### Juin 2009
- Lundi 1er juin 2009 : Des chercheurs égyptiens vont tenter de déterminer la filiation du pharaon Toutankhamon, qui reste un mystère pour les égyptologues, à l'aide de prélèvements d'ADN. Le jeune pharaon, dont la momie a été découverte en 1922 par l'archéologue anglais Howard Carter, a régné de 1333 à 1324 av. J.-C. approximativement. Sa filiation est une énigme comme les circonstances de sa mort[6].

- Mardi 2 juin 2009 : La police a tué par balle un immigrant africain et blessé un autre (un Érythréen) dans la péninsule du Sinaï alors qu'ils tentaient d'entrer illégalement en Israël.

- Jeudi 4 juin 2009 : Le président américain Barack Obama arrive en visite officielle au Caire en provenance de Riyad (Arabie Saoudite), où il doit prononcer un discours très attendu destiné à lancer une nouvelle relation entre les États-Unis et le monde musulman.

- Jeudi 11 juin 2009 : Le ministère de la Culture, annonce vouloir conclure un accord pour traduire des auteurs israéliens comme Amos Oz et David Grossman, mais selon le directeur du centre national de la traduction, en traitant avec « leurs éditeurs anglais ou français, mais sans passer par les éditeurs israéliens »[7].

- Dimanche 21 juin 2009 : Des affrontements entre musulmans et chrétiens coptes dans le village de Ezbat Bcharré, près de Beni Soueif (à 120 km au sud du Caire) font 18 blessés (11 musulmans et 7 coptes). Les heurts ont éclaté après que des jeunes musulmans eurent lancé des pierres sur la maison d'un prêtre copte qui avait organisé une messe chez lui et ont duré plusieurs heures. 35 personnes — musulmans et chrétiens — au total ont été arrêtées[8].

### Juillet 2009
- Jeudi 2 juillet 2009 : La police égyptienne tue 2 Somaliens alors qu'ils tentaient de se rendre illégalement en Israël, non loin du point de passage de Karm Abou Salem (Kerem Shalom en hébreu) lorsqu'ils ont été repérés par une patrouille de police. Le mois dernier, trois autres migrants ont été tués par la police dans les mêmes circonstances. En 2008, la police égyptienne a tué au moins 28 clandestins originaires d'Afrique subsaharienne qui tentaient d'entrer illégalement en Israël. Les 250 kilomètres de frontière séparant l'Égypte d'Israël, de l'extrémité sud de la bande de Gaza à Eilat, le long du désert du Sinaï, sont un important point de passage pour des migrants, des demandeurs d'asile ainsi que des trafiquants de drogue.

- Vendredi 3 juillet 2009 : Les services de sécurité auraient expulsés une vingtaine d'islamistes ayant la nationalité Française depuis un mois. Ces « musulmans extrémistes français qui avaient été arrêtés lors de l'enquête sur l'attentat au Caire en février, qui a coûté la vie à une jeune française, ont été peu à peu expulsés », mais bien qu'« aucune charge n'a été retenue contre eux », ils sont considérés comme des extrémistes religieux indésirables et « ont été invités à quitter l'Egypte à leurs frais et sans poursuite judiciaire »[9].

- Dimanche 12 juillet 2009 : Les autorités sanitaires font état de 92 cas de grippe H1N1 recensés en Égypte, la majorité des malades étant âgés de cinq à 24 ans.

- Dimanche 19 juillet 2009 : Le ministère de la Santé annonce le premier cas mortel de grippe H1N1 enregistré en Égypte, une femme de 25 ans revenue de pèlerinage en Arabie saoudite est morte à l'hôpital de Gharbia (delta du Nil). Le ministère de la Santé avait mis en garde les musulmans désireux de se rendre sur les lieux saints en Arabie saoudite contre les dangers de la grippe H1N1, alors que Cheikh Ali Gomaa, le plus important dignitaire religieux avait déclaré qu'il ne prendrait pas de décret pour interdire aux Égyptiens de se rendre en Arabie saoudite. Les services de santé ont déclaré que tous les pèlerins de retour en Égypte seraient placés en quarantaine[10].

- Samedi 26 juillet 2009 : 5 jeunes hommes, âgés de 19 à 24 ans, sont reconnus coupable d'avoir tué un lycéen de 16 ans en le jetant d'un train, après s'être emparés de son téléphone portable et de 3 livres égyptiennes (environ 40 centimes d'euro). Ligoté et jeté du train, l'adolescent est mort sur le coup, lorsque sa tête a violemment heurté le sol. Un tribunal d'Ismaïliya, au nord-est du Caire, a condamné les 5 criminels à la peine de mort[11].

### Août 2009
- Jeudi 6 août 2009 : La compagnie aérienne Egyptair passe commande de 8 Boeing B737-800 en remplacement d'une ancienne commande de 2 gros porteurs Boeing 777.

- Dimanche 16 août 2009 : Des pêcheurs égyptiens fait prisonniers par des pirates somaliens et en otages depuis le 1er avril réussissent à échapper à leur geôliers, en ont fait prisonniers huit d'entre eux et en ont tué deux autres.

### Septembre 2009
- Mardi 1er septembre 2009 : La police a intercepté un groupe de 12 clandestins érythréens et éthiopiens qui se dirigeaient vers Israël depuis le Sinaï-nord et tentait de franchir clandestinement la frontière égypto-israélienne. Lors de l'opération un Érythréen a été abattu et une Érythréenne de 18 ans a également été blessée et hospitalisée à Rafah. Les 10 autres migrants clandestins ont été arrêtés pour interrogatoire.

- Mercredi 16 septembre 2009 : La police a intercepté un groupe de 6 clandestins érythréens qui se dirigeaient vers Israël depuis le Sinaï-nord et tentait de franchir clandestinement la frontière égypto-israélienne. Lors de l'opération 2 Érythréen a été abattus, 3 autres membres du groupe ont été blessés et le dernier a été arrêté. Depuis le début de l'année 14 migrants clandestins ont été tués, contre 28 sur l'ensemble de l'année 2008[12].

- Mardi 22 septembre 2009, Unesco : Le ministre égyptien de la culture, Farouk Hosni est battu au cinquième tour de scrutin par la Bulgare Irina Bokova en remplacement du Japonais Kōichirō Matsuura au poste de secrétaire général.

- Mercredi 23 septembre 2009 : à la suite du fiasco du ministre de la Culture Farouk Hosni dans sa candidature pour la direction de l'Unesco, la presse et les intellectuels égyptiens ont laissé se développer une campagne marquée par des accusations d'antisémitisme et se sont déchaînés contre le « lobby juif » et le « choc des civilisations »[13].

### Octobre 2009
- Dimanche 11 octobre 2009 : La police a mis la main sur deux stocks d'explosifs près de la frontière avec la bande de Gaza et appartenant au Hamas. Dans le secteur d'Ahrach (Sinaï), 12 sacs contenant 500 kilos de TNT ont été saisis ainsi que des armes automatiques, d'autre part dans le secteur de Soukkariya, 250 autres kilos de TNT ont été saisis ainsi que des armes automatiques. Tout le matériel était destiné à la bande de Gaza par les tunnels de contrebande[14].

- Mercredi 21 octobre 2009 : Les gardes de sécurité, présents dans un avion d'Egypt Air, assurant la liaison entre Istanbul et Le Caire, réussissent à déjouer une tentative de détournement et à maîtriser le pirate, un Soudanais armé d'un couteau du plateau repas avec lequel il menaçait l'équipage. Personne n'a été blessé[15]. Âgé de 28 ans, il était sous influence de cocaïne et porteur d'un faux passeport. Il a réclamé que l'avion se dirige vers Jérusalem afin de « libérer » la ville[16].

### Novembre 2009
- Dimanche 8 novembre 2009 : Ouverture pour 2 jours, à Charm el-Cheikh, du Forum Chine-Afrique, auquel participent une cinquantaine de pays, avec l'ambition de renforcer une coopération économique en plein essor entre le géant asiatique et le continent africain. Cette manifestation triennale, dont la première édition s'est tenue en 2000 à Pékin, traduit les ambitions et appétits économiques de la Chine, première des puissances émergentes, avide en métaux et pétrole dont l'Afrique regorge. Les investissements directs chinois sur le continent africain sont passés de 491 millions de dollars en 2003 à 7,8 milliards fin 2008. Les échanges commerciaux entre la Chine et l'Afrique ont décuplé depuis le début de la décennie, atteignant 106,8 milliards de dollars en 2008, soit une hausse de 45,1 % sur un an[17].

- Vendredi 13 novembre 2009 : Un groupe de « jeunes » Algériens a attaqué une résidence habitée par des cadres de la cimenterie du groupe égyptien Orascom à M'sila (250 km au sud-est d'Alger), à la suite du caillassage la veille au Caire du bus transportant l'équipe nationale algérienne. Trois joueurs algériens ont été blessés. Il y eut d'importants dégâts matériels et 14 policiers ont été blessés durant les affrontements.

- Samedi 14 novembre 2009 : La défaite de l'Algérie (2 à 0) en match aller de sélection pour la phase finale de Coupe du monde de football face à l'Égypte a été précédée et suivie d'affrontements entre supporteurs des deux camps. Durant la nuit, des violences gratuites ont éclaté à Alger, en Égypte et en France après la victoire égyptienne.

- Mercredi  18 novembre 2009 :  l’Algérie se qualifie pour la phase finale de Coupe du monde de football, au match retour à Khartoum, par 1 à 0. Le match s'est disputé sans incident grave au stade al-Merreikh d'Omdurman dans la banlieue de Khartoum, où quelque 15 000 policiers soudanais ont assuré la sécurité avant, pendant et après le match. Selon les autorités soudanaises, quatre personnes ont été blessées après le match. Le ministre égyptien de la Santé Hatem el-Gabali fait état de 21 victimes, toutes « légèrement blessées ».

- Jeudi 19 novembre 2009 : Les tensions entre Le Caire et Alger autour du match tournent à la crise diplomatique avec le rappel « pour consultations » de l'ambassadeur d'Égypte en Algérie. L'Égypte a également convoqué l'ambassadeur d'Algérie au Caire, qui avait déjà dû s'expliquer après le saccage de sociétés à capitaux égyptiens en Algérie[18].

- Vendredi 20 novembre 2009 : à la suite de la qualification pour le Mondial 2010 de l'Algérie face à l'Égypte, une manifestation des supporters égyptiens dégénère devant l'Ambassade d'Algérie, des manifestants ayant lancé des pierres et des bombes incendiaires sur les forces de l'ordre qui en protégeaient l'accès, 11 policiers ont été blessés[19].

### Décembre 2009
- Jeudi 31 décembre 2009 : Une manifestation de 1 300 militants de la « Marche pour Gaza » qui manifestaient au Caire a été vigoureusement dispersée par la police. Cette marche de solidarité marque le premier anniversaire de l'offensive israélienne contre l'enclave palestinienne. Une centaine de militants pour la Marche avaient été autorisée mercredi à rejoindre le territoire palestinien.